# Черногубово (Рамешковский район)
Черногубово — деревня в Рамешковском районе Тверской области.

## География
Находится в восточной части Тверской области на расстоянии приблизительно 26 км на юг по прямой от районного центра поселка Рамешки.

## История
Деревня с похожим названием (Чернига) с 2 дворами упоминается на вотчинных землях князя Симеона Бекбулатовича в писцовых книгах XVI в. В 1858 году в русской помещичьей деревне Черногубово было 6 дворов, в 1886 — 16. В советское время работали колхозы «Ударник им. Ленина», им. Кирова, «Красное Знамя» и «Кушалино». В 2001 году в 1 доме жили местные жители,4 дома принадлежало наследникам и дачникам. До 2021 входила в сельское поселение Кушалино Рамешковского района до их упразднения.

## Население
Численность населения: 51 человек (1859 год), 89 (1886), 8 (1989 год), 1 (русские 100 %) в 2002 году, 1 в 2010.